# 胡威
胡 威（こ い、? - 太康元年（280年））は、中国三国時代の魏から西晋にかけての政治家・武将。字は伯虎。一名に貔。揚州楚国寿春県の人。祖父は胡敏、父は胡質、弟に胡熊、子に胡奕。

## 生涯
若くして志を磨き、青龍4年（236年）、父が荊州刺史に就任すると親への孝行のため、（家が貧しくて車馬や奴僕が無く）一人でロバに乗って洛陽から治所に向かった。10日ほど厩舎で泊った後、別れる際に父から餞別に絹一匹を与えられた。清廉な父からの贈られた絹を訝しんで尋ねると「これは俸禄の余りであり、旅の費用にせよ」と答えたため受け取って帰った。この時、胡質配下の帳下都督が先んじて休暇を申請しており、帰り旅で（面識のない振りをして）胡威に近づきをあれこれと世話をした。道中で不審に思った胡威は、誘導して問い質して都督と分かると、絹を与えて送り返した。その後、他の文書のついでにこの件を父に告げると胡質は都督を杖刑100叩きにして、官名から除外した。胡質親子の清く慎ましい様はこの通りで、この一件があって名声は知れ渡った。
成長すると侍御史に任ぜられ、南郷、安豊太守などを歴任し、徐州刺史に昇進した。任地では政務につとめ、教化は大いに広まった。甘露2年（257年）、諸葛誕が淮南で決起すると、兗州刺史・州泰とともに石苞の指揮下に入り、遊軍として外患に備えた（石苞はその後、朱異を迎撃して破っている）。
後に入朝した際に武帝・司馬炎から「貴方と父（胡質）ではどちらが清らかか」と問われると「父には及びません」と答えた。また具体的な部分を聞かれると「父の清廉さは（行いを）人に知られることを恐れ、（一方で）私は人に知ってもらえないことを恐れます」と答えた。武帝はその率直で慎ましい発言に感心した。胡威はたびたび昇進して監豫州諸軍事・右将軍・豫州刺史となり、再び入朝して泰始10年（274年）には尚書・奉車都尉・平春侯として喪礼の議論に名がみえる。また、（278年の杜預の上疏に先立ち）淮北平原における水害の原因は、魏代に乱造された陂池（灌漑施設）であるため、これを破壊するよう求めた。
胡威はかつて、時の政治の寛容すぎる点を諫めると、帝は「尚書郎以下に目溢しはしていない」と反論したため「低位の者の話ではなく、私のような高官を罰しなければ下々の教化はなりません」と主張した。その後は、前将軍・監青州諸軍事・青州刺史に任じられた。太康元年（280年）に西晋による天下統一が果たされ、その10月に在任中に死去した。帝からは持節、都督青州諸軍事、鎮東将軍などを追贈され、諡は烈といった。